# Ewald Dietrich (Politiker)
Bernhard Ewald Dietrich (* 3. Mai 1881 in Magdeburg; † nach 1950) war ein deutscher Kaufmann und Politiker (LDP). Er war Mitglied des Landtags von Sachsen-Anhalt und der Volkskammer der DDR.

## Leben
Ewald Dietrich machte eine vollkaufmännische Ausbildung zunächst in der Versicherungsbranche und dann in der Maschinenindustrie. Er arbeitete in der Industrie als Handlungsbevollmächtigter, Prokurist und Geschäftsführer. Nach dem Zweiten Weltkrieg war er selbstständiger Vertreter in der Automobil-, Zubehör- und chemischen Industrie.
Am 1. August 1945 trat er der Liberal-Demokratischen Partei Deutschlands (LDP) bei und war Kreisvorsitzender der LDP im Landkreis Haldensleben. Er war Mitglied des Kreistags und unbesoldeter Stadtrat der Stadt Haldensleben.
Bei der Landtagswahl in der Provinz Sachsen 1946 wurde er im Wahlbezirk II (Burg, Magdeburg, Schönebeck, Jerichow I, Wolmirstedt, Haldensleben, Wanzleben) in den Landtag Sachsen-Anhalt gewählt.
Er gehörte von 1948 bis 1949 dem Deutschen Volksrat und von 1949 bis 1950 der Provisorischen Volkskammer der DDR an.